# Woomera Prohibited Area
Koordinaten: 30° 50′ 0″ S, 136° 23′ 0″ O

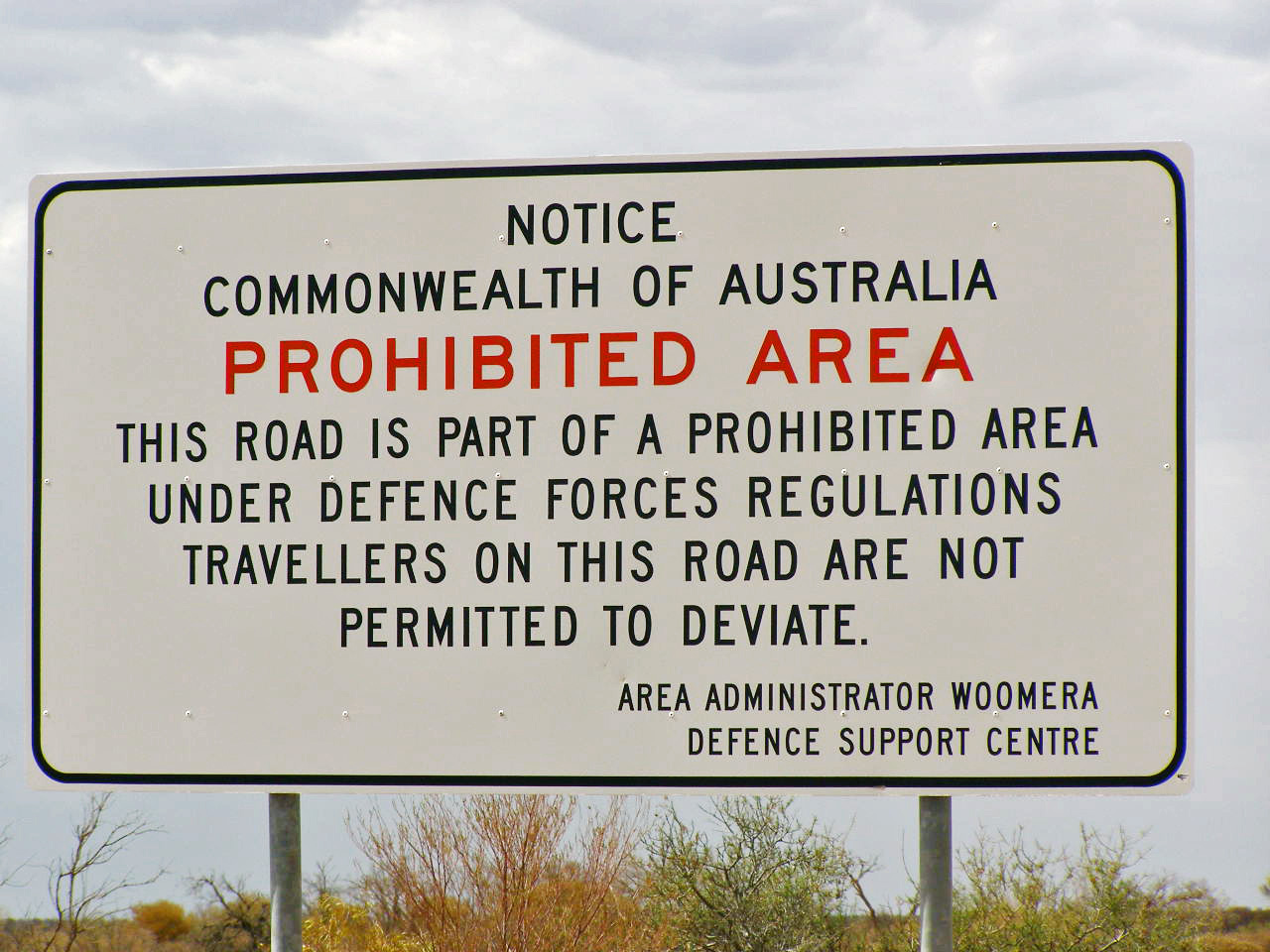
Warnschild am Stuart Highway

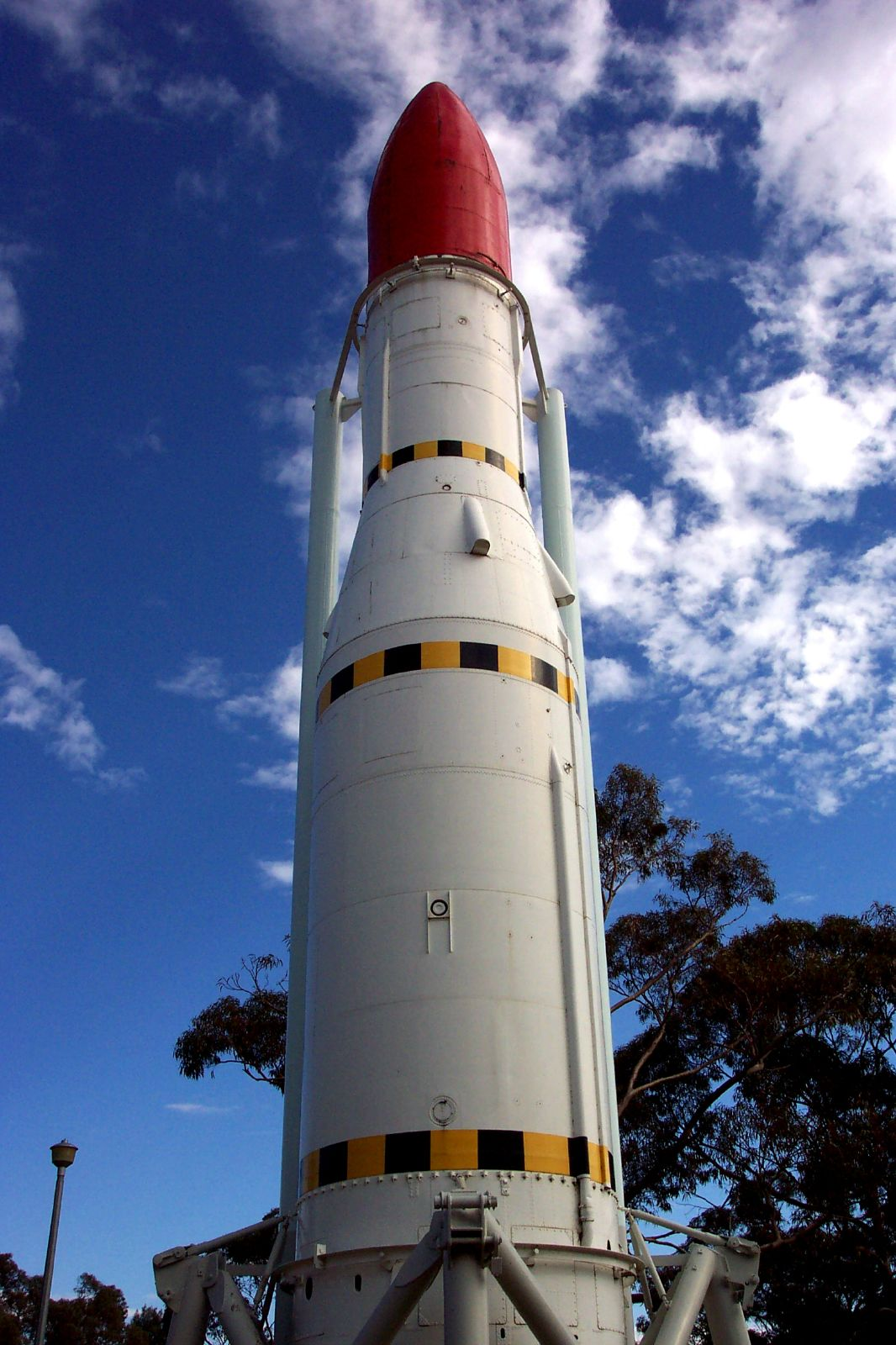
Black Arrow, ausgestellt in Woomera

Die Woomera Prohibited Area (kurz WPA, auch Woomera-Sperrgebiet) ist ein seit 1947 bestehendes militärisches Sperrgebiet im australischen Bundesstaat South Australia mit einer Fläche von 127.000 km², das bis 1982 auch die Stadt Woomera mit einschloss. Es bestimmt die Grenzen der Luft- und Raumfahrtanlage RAAF Woomera Range Complex, auf der auch Raketenstarts durchgeführt werden.

## Sperrgebiet
Das Sperrgebiet besteht aus mehreren Einzeleinrichtungen mit unterschiedlichen Aufgaben:
- Maralinga, ehemalige, heute komplett zerstörte britische Anlage, die in den 1950er und 1960er Jahren für Nuklearwaffentests genutzt wurde
- Woomera Instrumented Range, Testanlage für Luft- und Raumfahrtexperimente
- Woomera Airfield, Militärflugplatz
- Evetts Field Target Area and the Range E Target Area, Schießanlage für inerte Gefechtsköpfe, d. h. solche ohne Zünder und Sprengladung.
- Parakylia Stand-Off Weapons Target Area, Schießanlage für inerte Gefechtsköpfe
- Lake Hart Demolition Area, Sprengplatz für (meist überlagerte) Munition, noch in Betrieb
- Lake Hart Air Weapons Range, Schießanlage für scharfe Luft-Luft und Luft-Boden-Waffen, gelegentlich auch für großkalibrige Artillerie
- Large Scale Explosives Test Area (LSETA), Sprengplatz für große Sprengkörper, ebenfalls noch in Betrieb
- DSS 41, erste Antenne des Deep Space Network der NASA außerhalb der USA, nahm den Betrieb im Februar 1959 auf und war bis ins Jahr 1972 in Betrieb

## Raketenversuche in der Woomera Instrumented Range
Seit 1947 befindet sich in der Nähe von Woomera ein Raketenstartplatz. Er diente dem Start zahlreicher Höhenforschungsraketen (z. B. Skylark: 1957–1987) und auch zum Test der Mittelstreckenrakete Blue Streak, wie auch für die (vergeblichen) Startversuche der Europa-Rakete in den 1960er Jahren.
Die einzigen Satelliten, die erfolgreich von Woomera gestartet wurden, waren der australische Wresat (inzwischen verglüht) am 29. November 1967 mit einer amerikanischen Redstone und der britische Prospero am 28. Oktober 1971 mit der britischen Trägerrakete Black Arrow.

## Sonstiges
1964 wurde vor den Raketenstarts der Blue Streak ein Zielgebiet in der Great Sandy Desert von zwei Weißen nach Menschen abgesucht. Dabei kam es zu einer Begegnung mit 20 Aborigines-Frauen der Martu, die noch nie einen Weißen gesehen hatten. Diese Begegnung ist im Jahr 2009 in dem Dokumentarfilm Contact verfilmt worden.
Nach ihrem Flug zum Asteroiden Itokawa landete die Probenrückführkapsel der Raumsonde Hayabusa am 13. Juni 2010 um 15:51 Uhr MESZ im WPA. Am 5. Dezember 2020 landete planmäßig auch die Probenkapsel der Raumsonde Hayabusa 2 dort.